# 托法人
托法人（Тоъфа/тоъпа，toˤpa~toˤfa），亦作图法人，是一个生活在俄罗斯西伯利亚伊尔库茨克州下乌金斯克区西南（与图瓦托贾交界）山区一带的突厥语民族。托法人为民族自称；俄罗斯人过去称之为卡拉加斯人（俄语：Карагасы，Karagas），现在改称“托法拉尔”或“图法拉尔”（俄语：Тофалары）。俄国十月革命前，在北方針葉林养鹿与狩猎为生；1932年定居化与農業集体化，现有人口不到800人。信仰萨满教和东正教。本民族语言托法语与图瓦语相近，使用人数不到100人，为濒危语言。

## 参見
- 图瓦人
- 图哈人
- 图巴拉尔人